# П700
П700 (пигмент 700) или первичный донор фотосистемы I — специальная пара хлорофиллов а в реакционном центре фотосистемы I с максимумом поглощения 700 нм. П700 представляет собой димер хлорофилла а и хлорофилла а′ у которого кетоэфирная группа в V кольце находится в цис-положении относительно плоскости молекулы. Наличие цис-кетоэфирной группы делает возможным образование димера из двух хлорофиллов посредством формирования водородных связей. П700 поглощает фотоны или получает энергию от антенных комплексов и использует её, чтобы поднять электроны на более высокий уровень. Далее электрон в ходе окислительно-восстановительной реакции переходит на цепь переносчиков. В окисленном состоянии окислительно-восстановительный редокс-потенциал П700 составляет +0,52 В, а в фотовозбуждённом состоянии он становится −1,2 В, то есть формируется мощный восстановитель, обеспечивающий восстановление НАДФ+.